# Laatzen
Laatzen város és önálló község Németországban, Alsó-Szászországban.

## Fekvése
Hannovertől délre fekvő település.

## Városrészei
|  | - Alt-Laatzen - Grasdorf - Laatzen-Mitte - Rethen - Gleidingen - Ingeln-Oesselse |

## Története

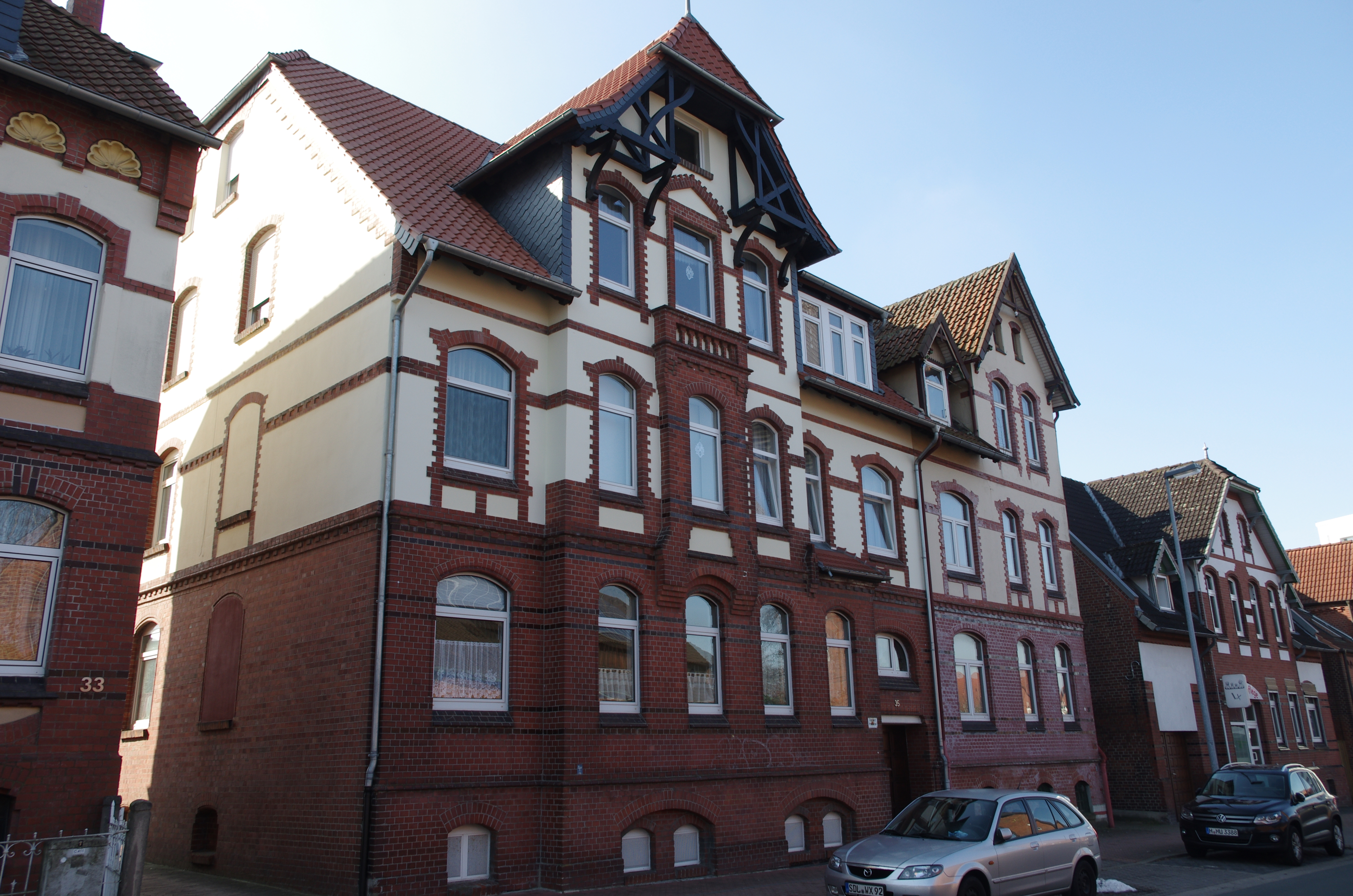
Laatzen, utcarészlet

Laatzen nevét 1259-ben említették először. Nevét a Lathusen családról kapta, aki a település egykori birtokosa volt.  A legenda szerint a Lathen család egykor itt telepedett le, akinek birtoka körül alakult ki később a település.
A 14. század első felében a birtokos család fokozatosan eladta Lathusen birtokjogát a Marienrode kolostornak, akinek később hivatalosan a birtokába került a falu.
A mai Laatzen 1964-ben, a környező önkormányzatok és Laatzen falu egyesülésével jött létre, és amely 1968 június 21-én kapott kapott városi jogokat. Az 1974. március 1-i önkormányzati reform során Gleidingen, Ingeln, Oesselse és Rethen/Leine önkormányzatok összevonásával jött létre Laatzen városa.

## Nevezetességek
- gótikus tégla kápolna - Old Laatzen-ben említik először 1325-ben, úgy vélik, a legdélibb északi német gótikus stílusban téglából épült épület. A második világháború alatt súlyosan megsérült, 1953-1954-ben átépítették .
- Repülési Múzeum (A repülés története során Technology 1783-1965)
- Leine Center Laatzen (bevásárlóközpont mintegy 100 üzlet)

## Galéria

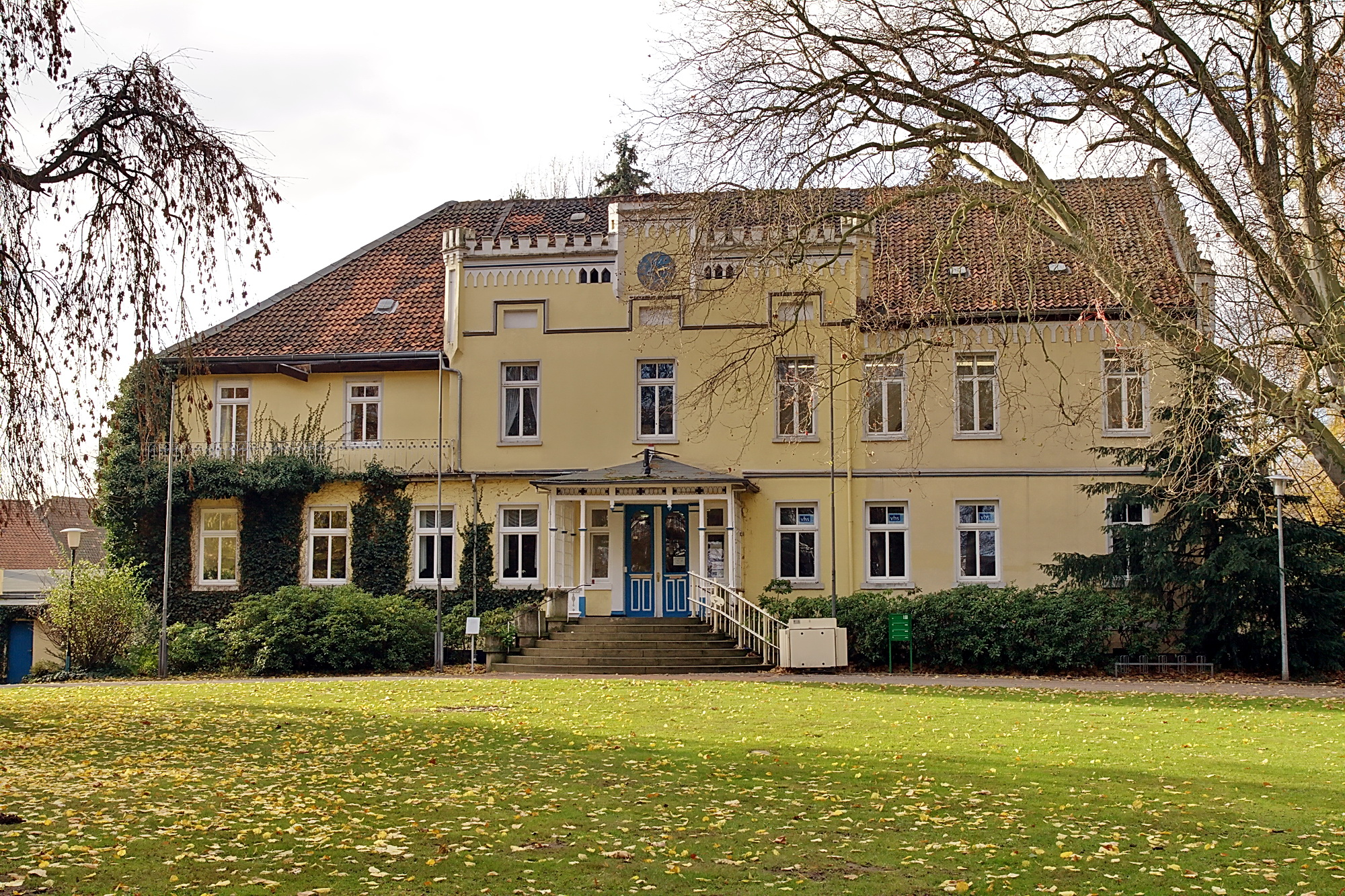
A tanácsház
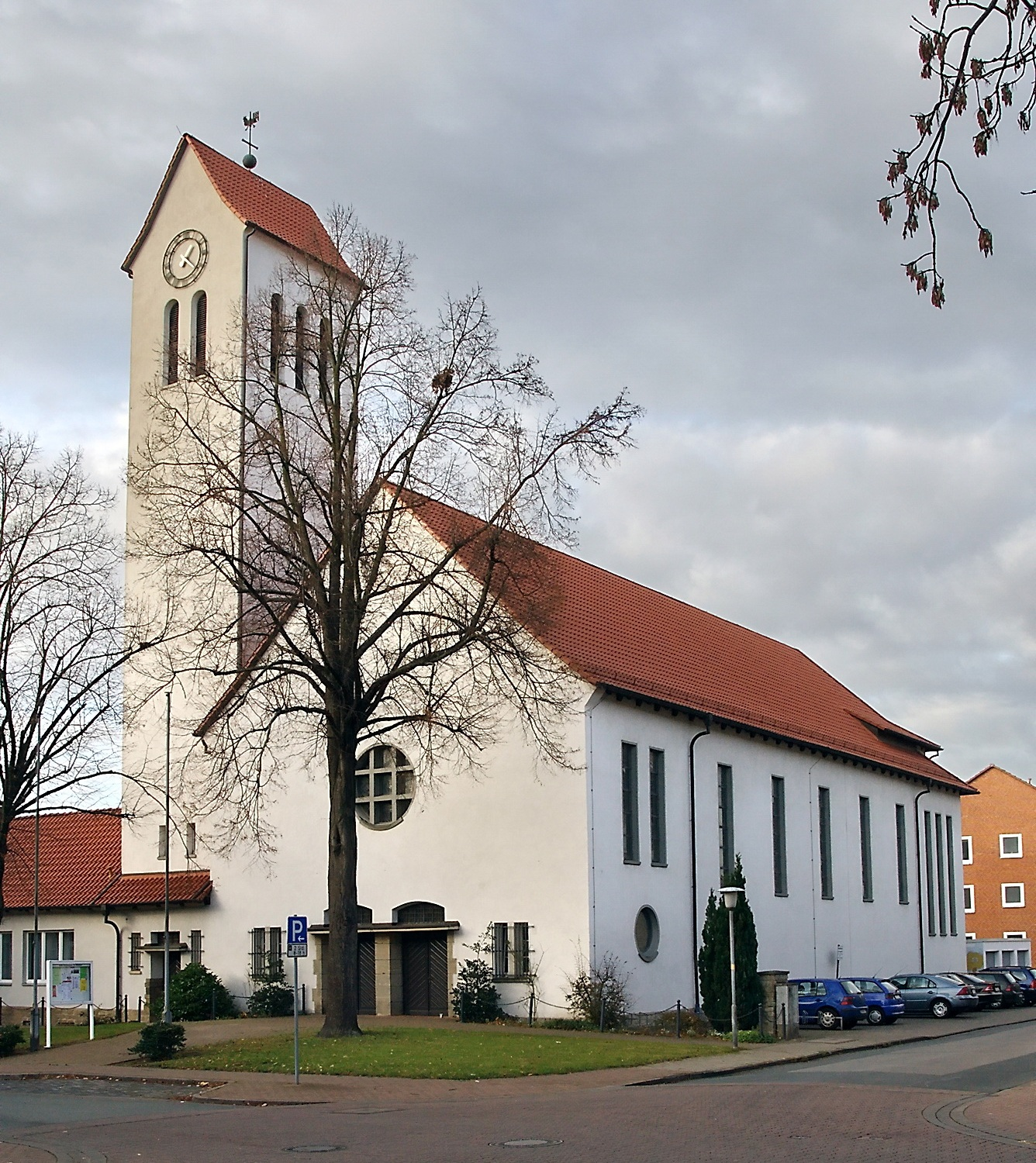
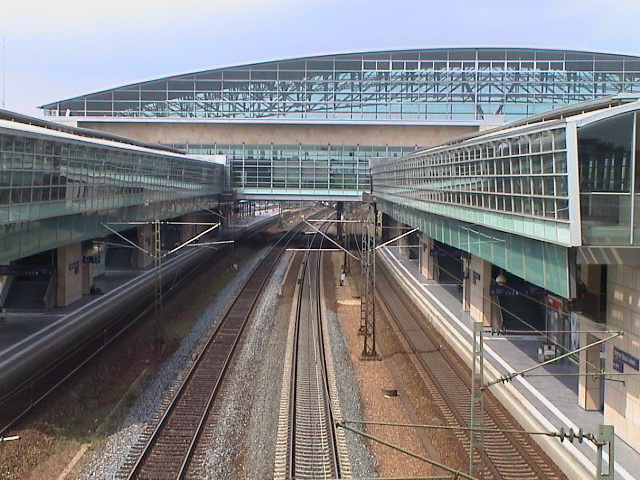
Bahnhof Hannover Messe/Laatzen
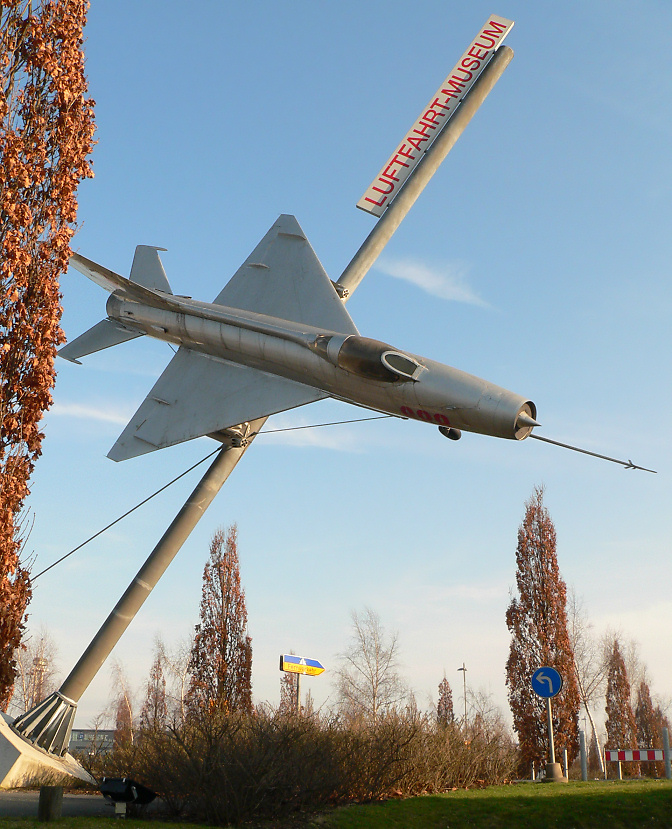
A Repülési Múzeum
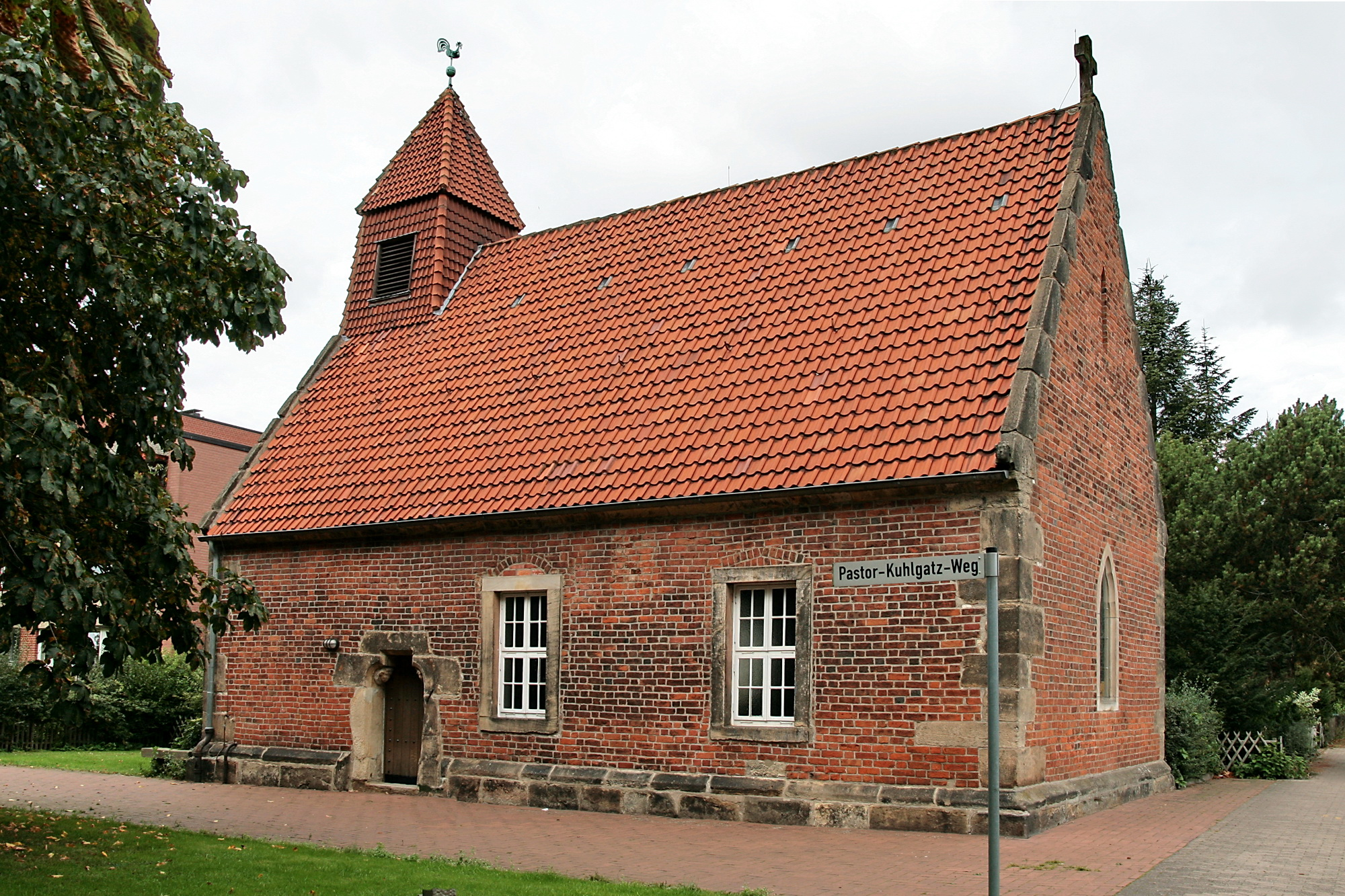
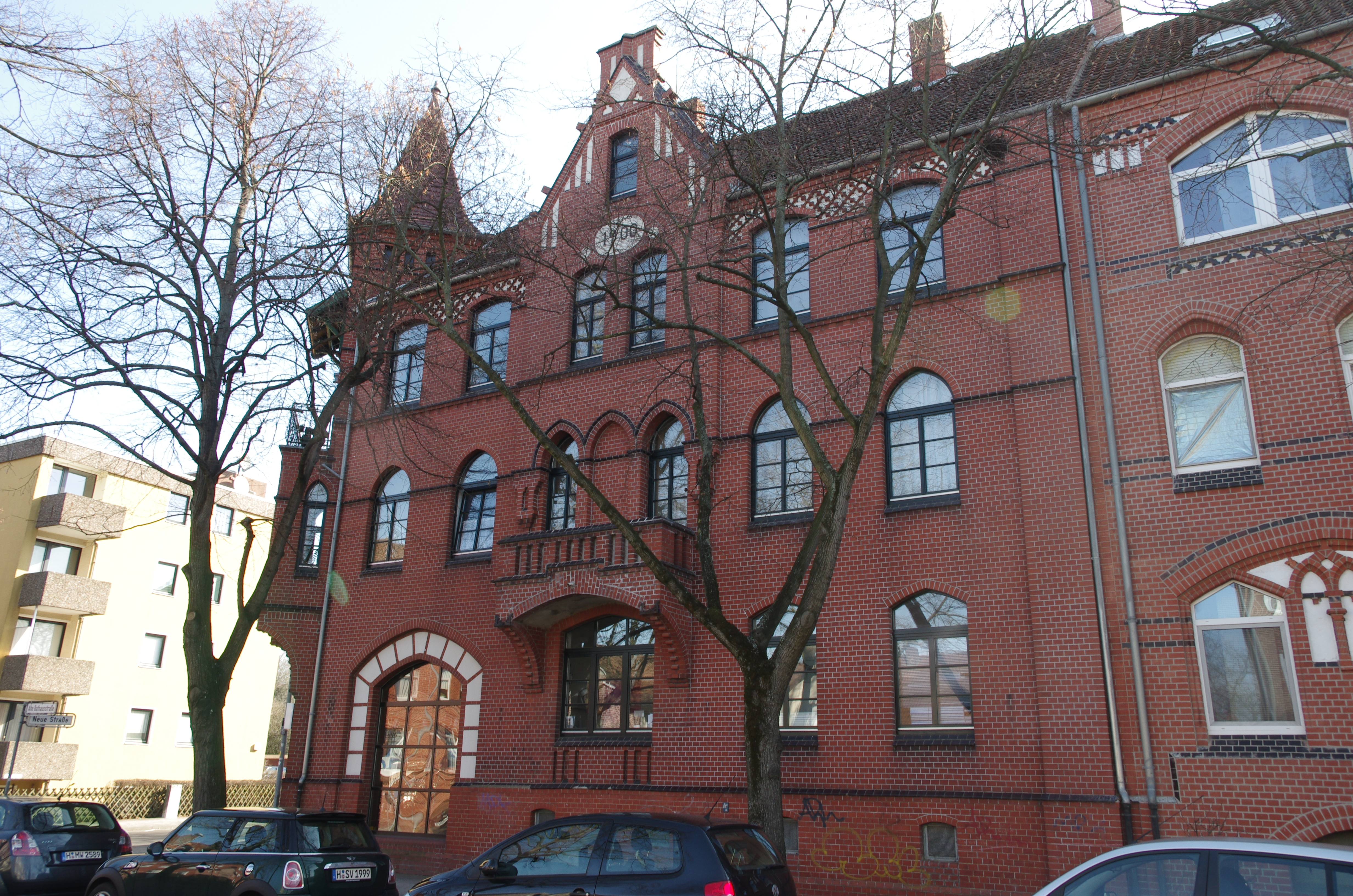
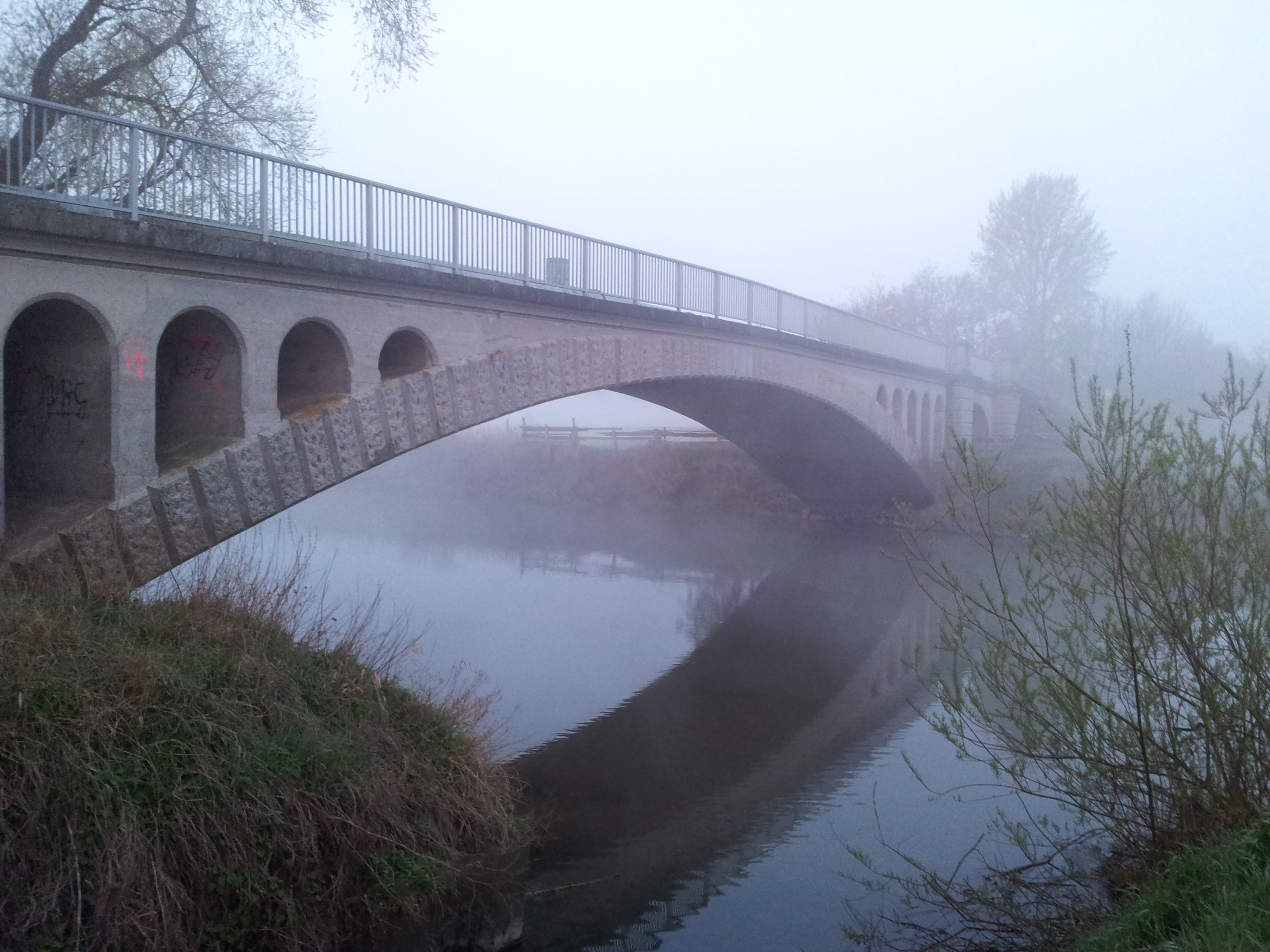
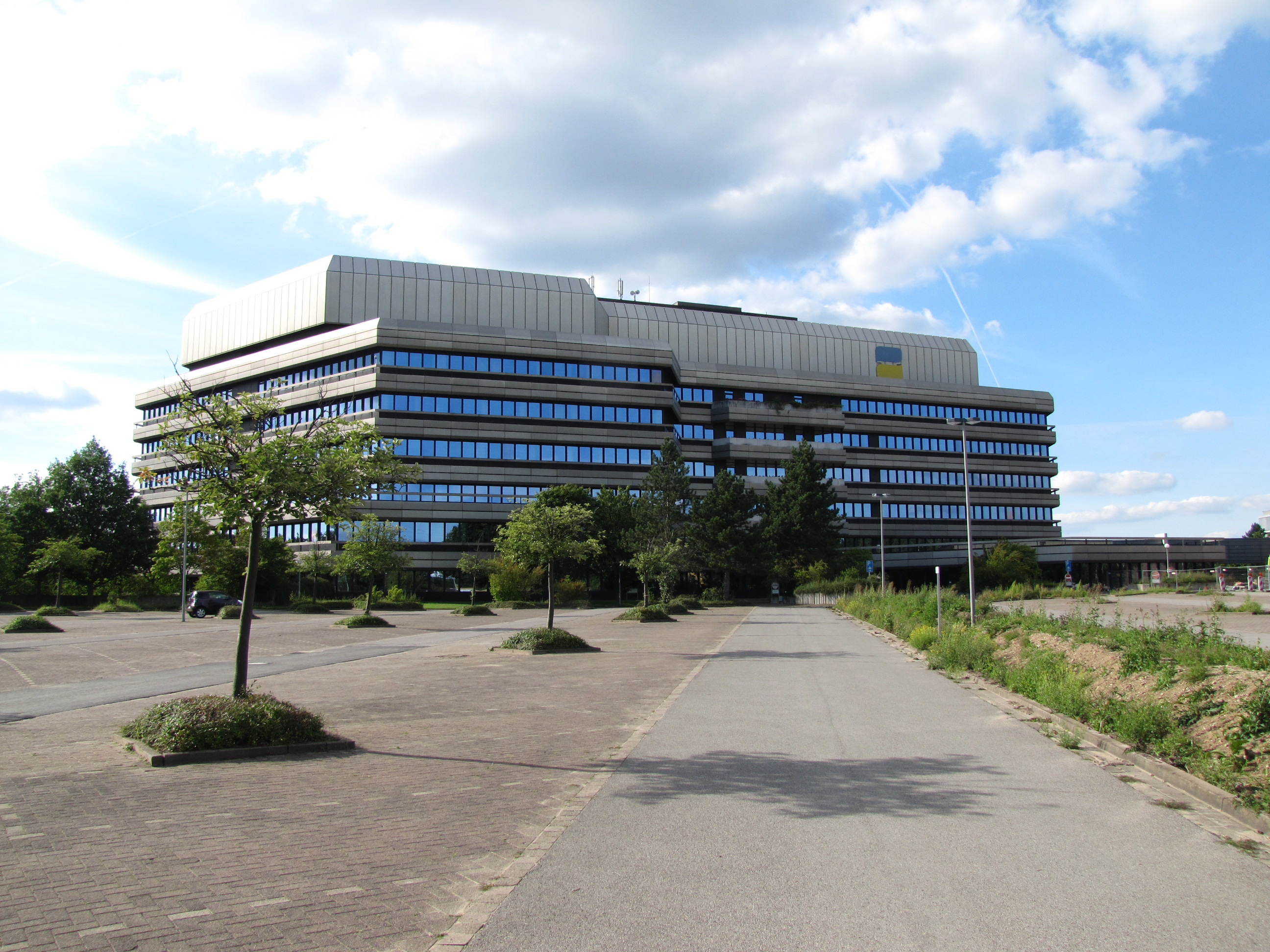
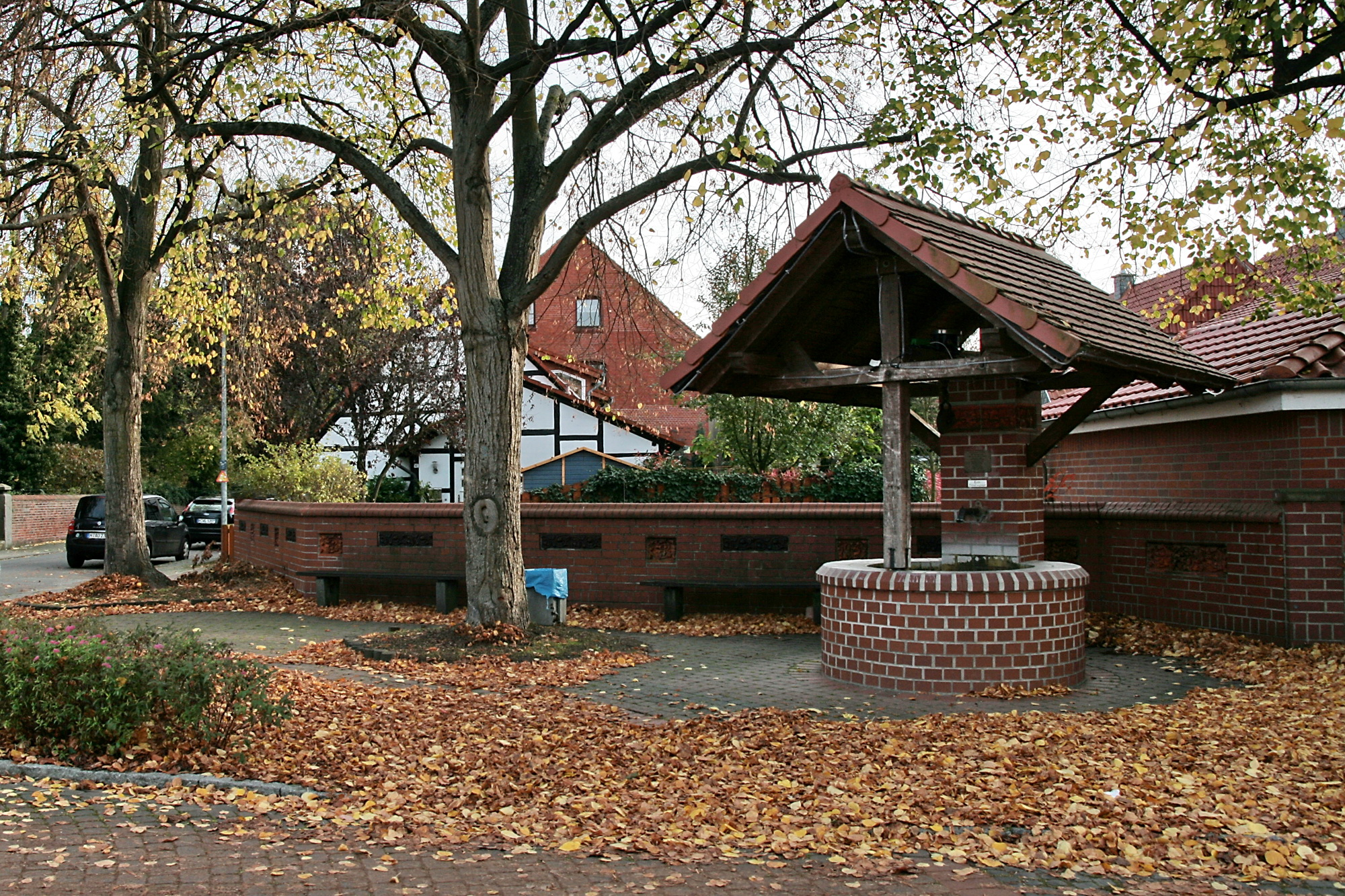
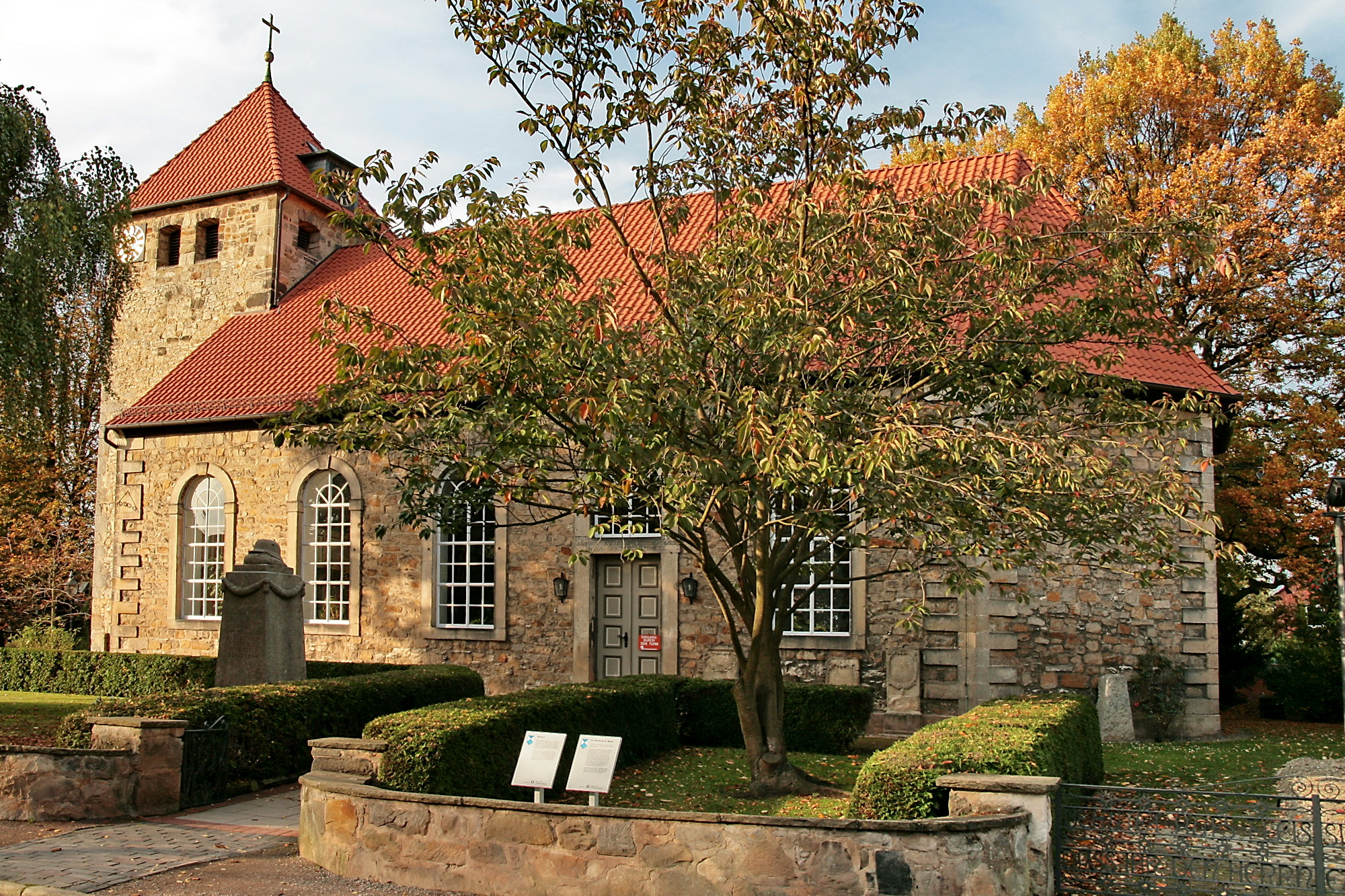
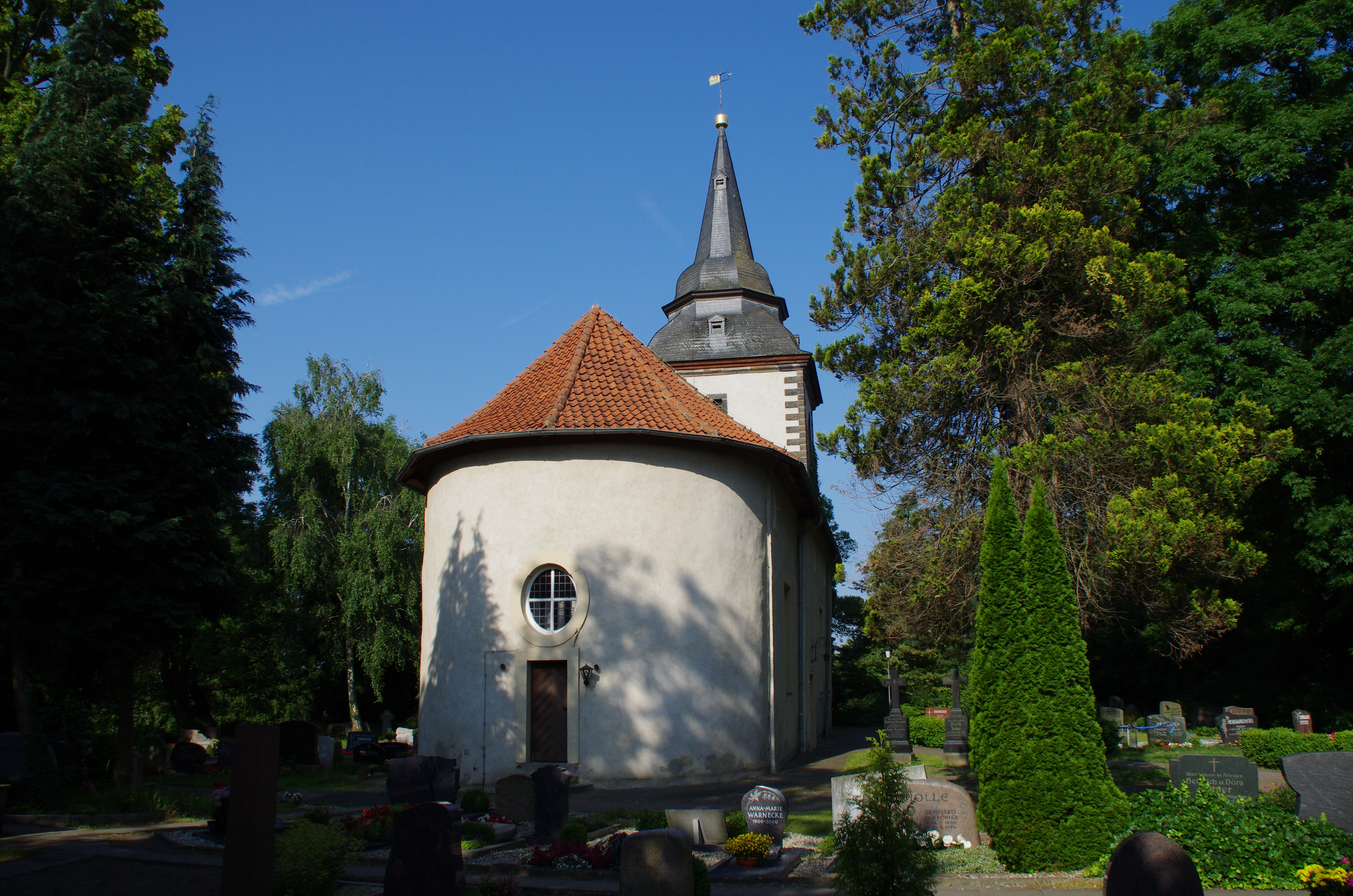
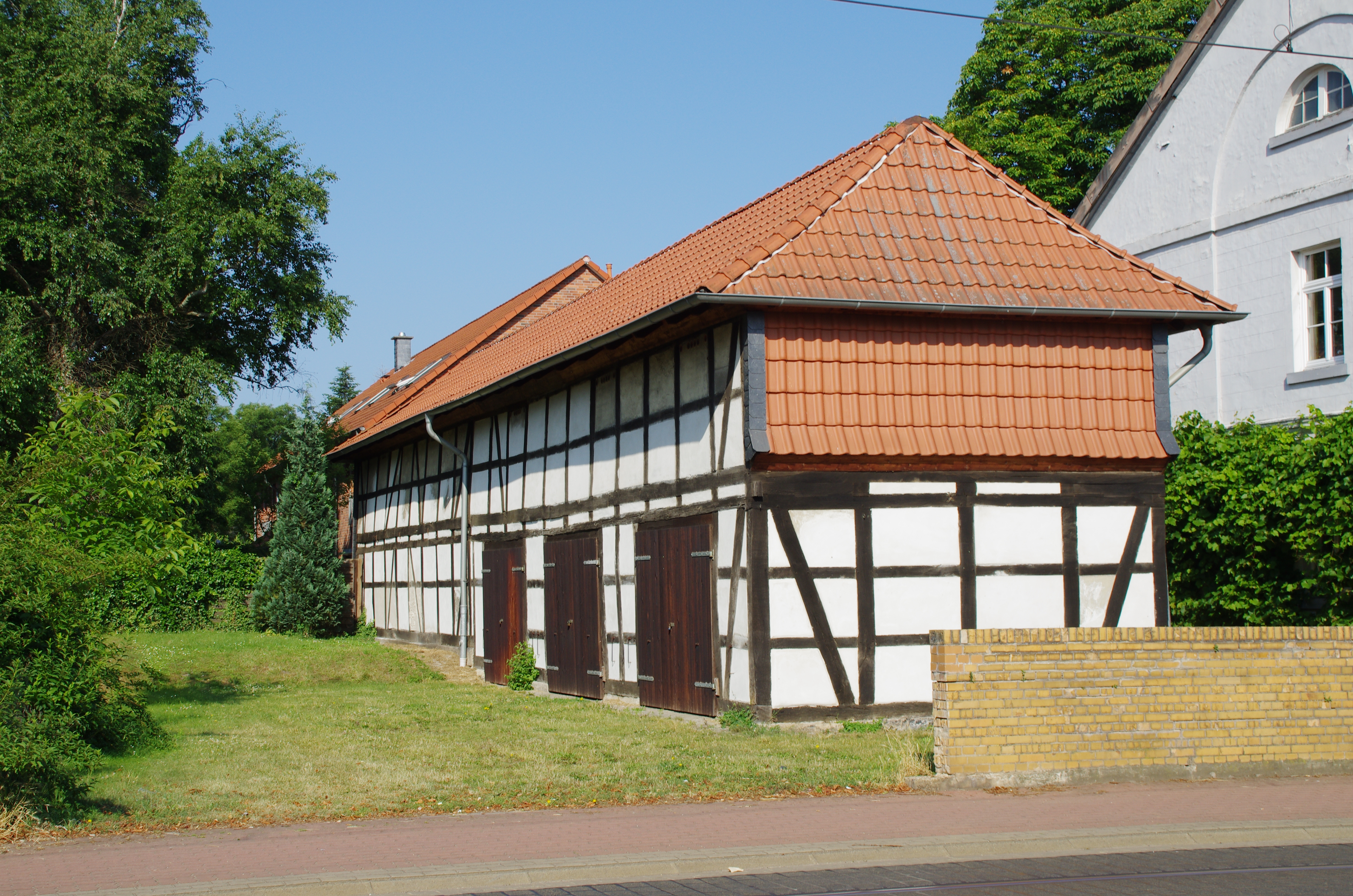

## Laatzeniek
- Gerhard Schulenburg (1926–2013), labdarúgó-játékvezető
- Helga Henning (1937–2018), atléta
- Fritz Willig (* 1956), 1991 és 1993 kösz Hannover 96 elnöke
- Marcel Halstenberg (* 1991), labdarúgó